# Boloi (Ort)
Boloi (Buloi) ist ein osttimoresischer Ort in der Aldeia Boloi (Suco Hataz, Verwaltungsamt Atabae, Gemeinde Bobonaro). Er liegt in einer Meereshöhe von 65 m.
Der Hauptort der Aldeia befindet sich im Osten Bolois, am Ufer des Flusses Bebai (Nunura). Eine Straße, die entlang des Flusses führt, verbindet den Ort mit der Außenwelt. Nördlich geht er über in den Ort Airamasala. Im Süden reicht Boloi über die Aldeiagrenze hinaus in die Aldeia Aidabaleten. Ein Stück weiter beginnt der Ort Aidabasalala. An einer Seitenstraße, die Richtung Westen führt, steht die Grundschule Boloi. Von hier aus führt ein Fußweg nach Norden zum kleinen Ort Lahuluh, am Rand der Flussebene.